# Baworn Tapla
Baworn Tapla (tiếng Thái: บวร ตาปลา, sinh ngày 20 tháng 2 năm 1988), còn được biết với tên đơn giản Worn (tiếng Thái: วร) là một cầu thủ bóng đá người Thái Lan thi đấu ở vị trí tiền vệ cho câu lạc bộ Giải bóng đá Ngoại hạng Thái Lan Sukhothai.